# Intsia bijuga

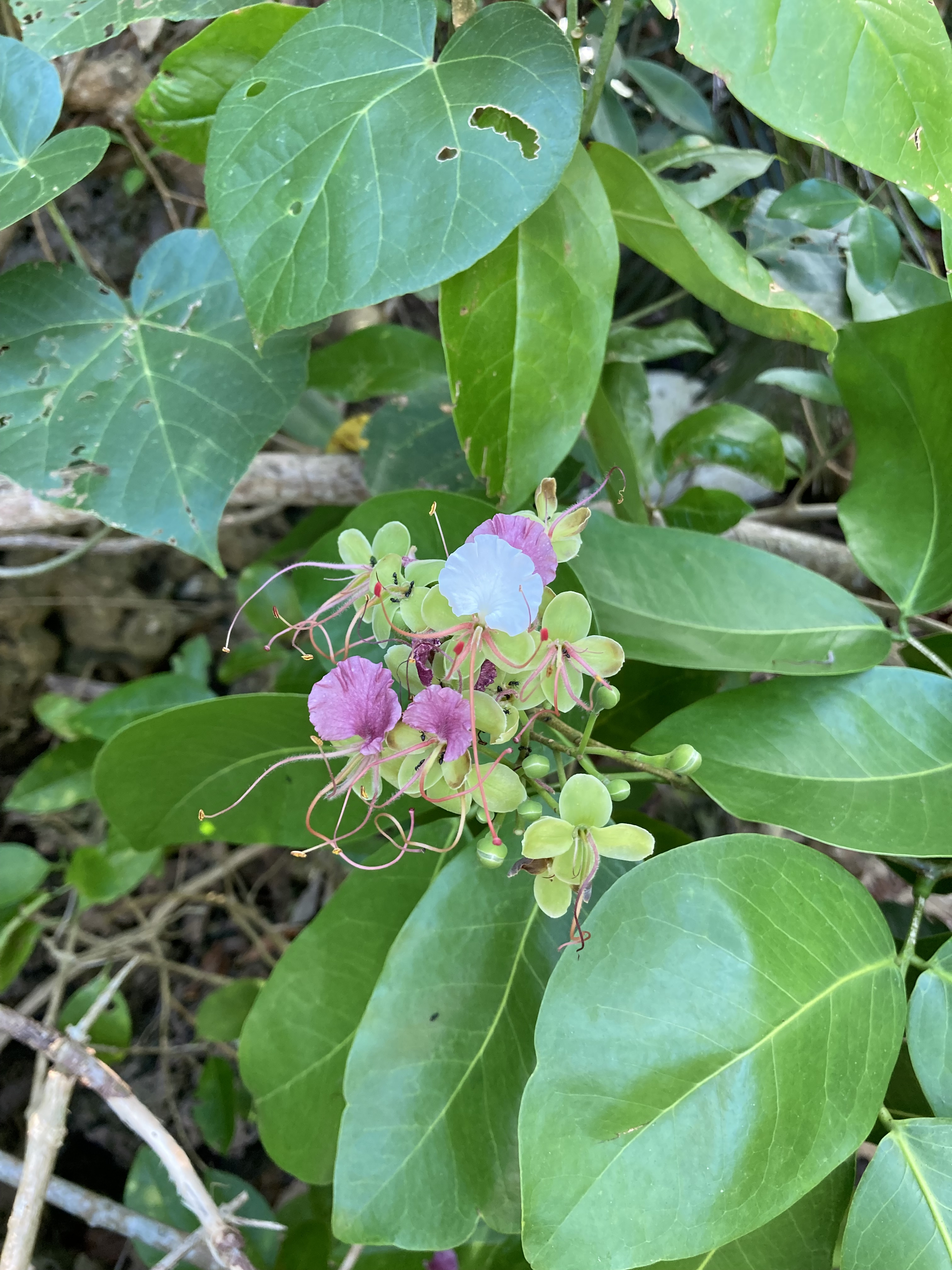
Blütenstand

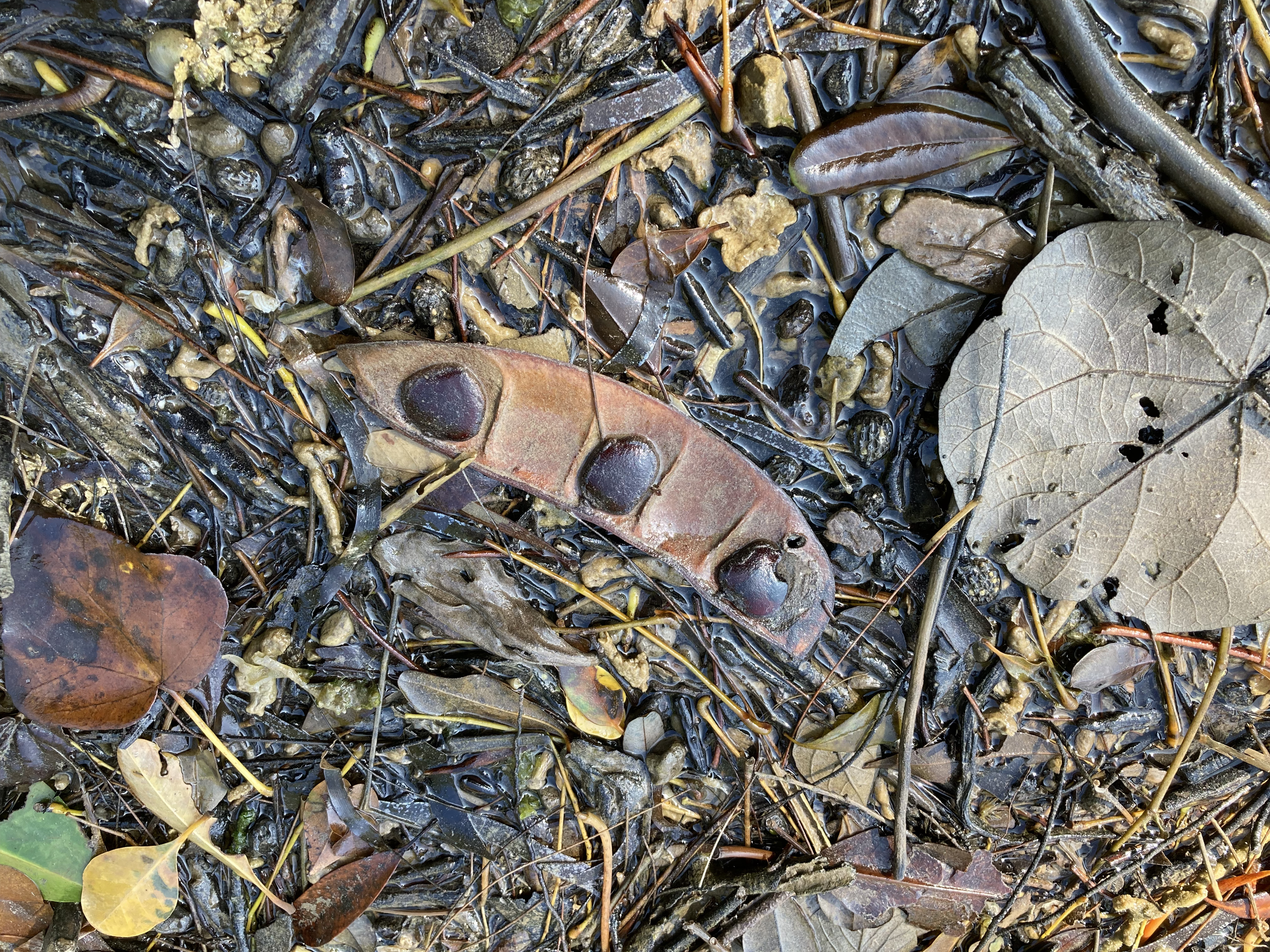
Offene Frucht mit Samen

Intsia bijuga auch Merbau, ist eine Pflanzenart aus der Unterfamilie der Johannisbrotgewächse (Caesalpinioideae) innerhalb der Familie der Hülsenfrüchtler (Fabaceae). Diese Art kommt in der Indopazifik-Region vor. 

## Beschreibung
Intsia bijuga wächst als halbimmergrüner Baum bis etwa 40 Meter hoch. Der Stammdurchmesser erreicht etwa 1,2 Meter, es werden öfters Brettwurzeln ausgebildet. Die Borke ist relativ glatt und gräulich bis bräunlich.
Die wechselständigen und gestielten Laubblätter sind paarig gefiedert mit bis zu 6 Blättchen. Der dicke Blattstiel ist bis 2 Zentimeter lang und die Rhachis bis 8 Zentimeter. Die ledrigen, kahlen und ganzrandigen, kurz gestielten und eiförmigen bis elliptischen oder verkehrt-eiförmigen, stumpfen oder bespitzten und rundspitzigen bis abgerundeten, manchmal eingebuchteten Blättchen sind bis 16 Zentimeter lang. Die beständigen Nebenblätter sind verwachsen.
Es werden endständige, kurze und behaarte Rispen gebildet. Die gestielten Blüten sind zwittrig mit doppelter Blütenhülle. Es ist ein becherförmiger Blütenbecher vorhanden. Es sind 4 ungleiche, behaarte, bis 1,6 Zentimeter lange Kelchblätter und nur ein bis 3 Zentimeter langes genageltes, weißes bis rosa oder purpurne Kronblatt vorhanden. Es sind 3 lange, rote und leicht behaarte Staubblätter und bis zu 7 kurze Staminodien ausgebildet. Der mittel- und einseitigständige, einkammerige, längliche und behaarte Fruchtknoten ist kurz gestielt mit langem Griffel.
Es werden bis zu 28 Zentimeter lange, kahle und mehrsamige Hülsenfrüchte gebildet. Die bis zu 6 flachen, eiförmigen bis rundlichen Samen sind bis 3,5 Zentimeter groß.

## Vorkommen
Die Verbreitung von Intsia bijuga erstreckt sich von Tansania und Madagaskar, den Seychellen nach Osten über Indien, Sri Lanka, Südostasien, Taiwan, dem nördlichen bis nordöstlichen Australien und Papua-Neuguinea über Mikronesien, Melanesien bis zu den Pazifikinseln Fidschi und Samoa in Polynesien.

## Taxonomie
Intsia bijuga wurde 1819 als Macrolobium bijugum von Henry Thomas Colebrooke in Transactions of the Linnean Society of London Band 12 Teil 2, Seite 359 Tafel 17 erstbeschrieben. Die Art wurde 1891 von Carl Ernst Otto Kuntze in Revisio Generum Plantarum Band 1 Seite 192 als Intsia bijuga (Colebr.) Kuntze in die Gattung Intsia gestellt.

## Nutzung
Die Rinde und die Blätter werden in der traditionellen Medizin verwendet. 
Das begehrte Holz des Baumes ist recht schwer, hart und recht beständig, termitenresistent, was es zu einem hochgeschätzten Material für Fußböden und andere Zwecke macht. Es ist auch bekannt als Borneo teak, Johnstone River teak, Kwila, Ipil, Moluccan ironwood, Pacific teak, Scrub mahogany, Vesi.
Aus dem Holz kann auch ein Farbstoff gewonnen werden. Aufgrund der umfangreichen Abholzung des Baumes ist er vielerorts in Südostasien gefährdet und an einigen Orten fast ausgestorben. Für den Austragungsort der Olympischen Sommerspiele 2008 in China, wurden umfangreiche Mengen eingekauft.

## Illegale Holzernte
Greenpeace berichtet, dass große Mengen aus illegalem Holzeinschlag nach China importiert werden, wo Einfuhrbestimmungen nicht beachtet werden. Allerdings gilt die Art als noch nicht besonders gefährdet. Greenpeace zielt auf Verbraucher in westlichen Ländern ab, um den Handel mit dem Holz zu stoppen. Greenpeace behauptet, dass der Baum bei der derzeitigen Abholzungsrate innerhalb von 35 Jahren ausgerottet sein wird.
In Neuseeland wurden Versuche unternommen, den Import zu verhindern. Im Jahr 2008 waren sich die Einzelhändler uneinig darüber, ob der Verkauf verboten werden sollte. Jim Anderton, der damalige Minister für Land- und Forstwirtschaft, unterstützte ein Verbot nicht und überließ stattdessen die Entscheidung den Verbrauchern.

## Symbolgehalt
Intsia bijuga ist der offizielle Baum des US-Territoriums Guam. Er ist dort unter dem Namen Ifit oder Ifil, Ifel bekannt. Da er seit dem Zweiten Weltkrieg nicht mehr häufig ist, ist es auf Guam illegal, lebende Bäume zu fällen. Es bleibt aber das beliebteste Holz für lokale Schnitzer.